# Centre pénitentiaire Puig de les Basses
Le centre pénitentiaire Puig de les Basses est une prison située dans la commune de Figueras, dans le nord de la Catalogne.

## Présentation
Le centre pénitentiaire a ouvert en juin 2014. Il fait partie des centres pénitentiaires de la Généralité de Catalogne. Il a été conçu pour accueillir 1 174 détenus, principalement des hommes adultes, mais il dispose de lieux pour les jeunes et les femmes.

## Prisonniers célèbres
- Carme Forcadell
- Dolors Bassa